# Station de base

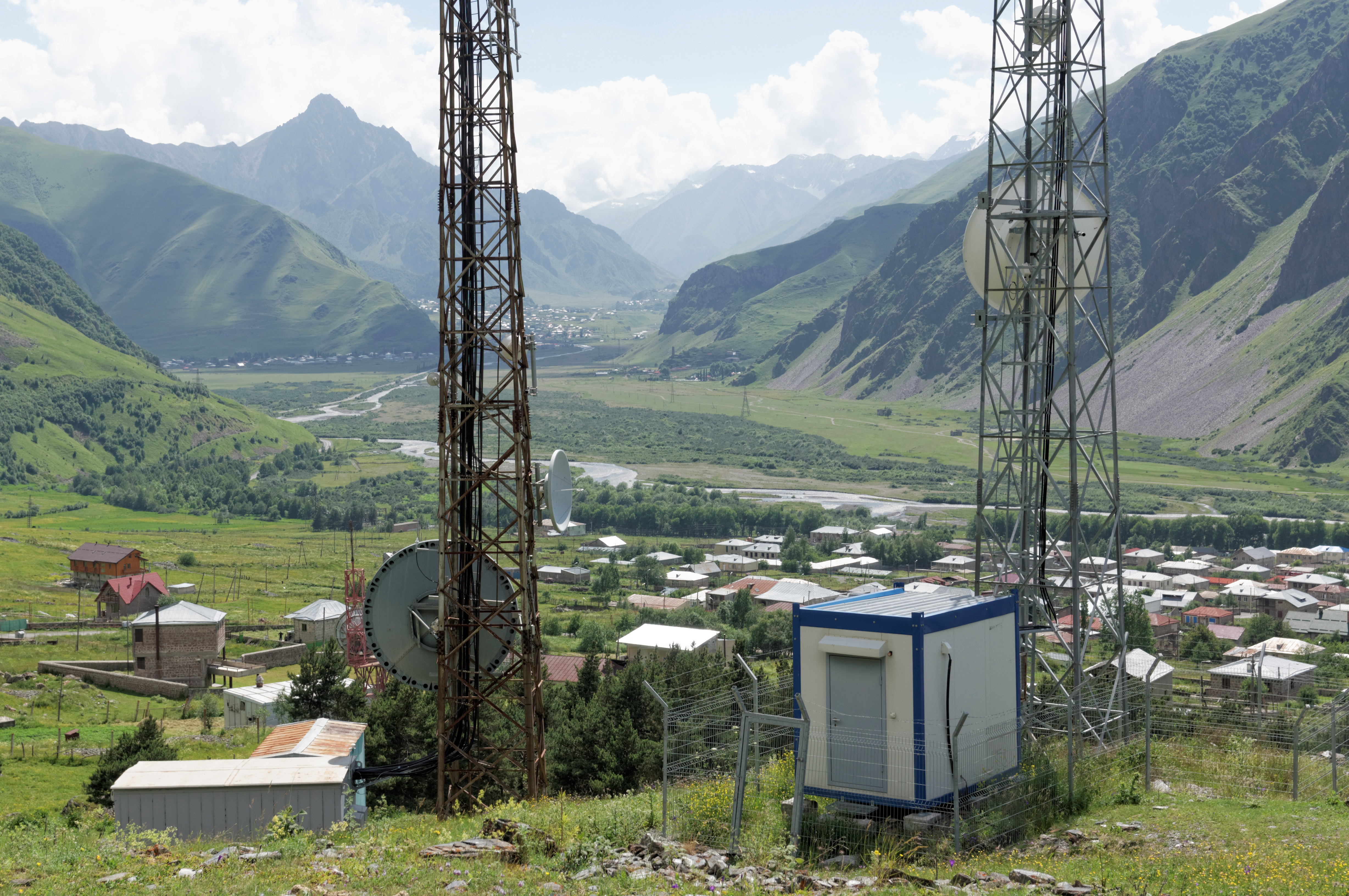
Station de radiocommunication en Géorgie

Dans un système de radiocommunication mobile terrestre, une station de base est un équipement installé sur un site et muni d'une antenne émettrice-réceptrice avec lequel communiquent les appareils mobiles, pour avoir accès à un réseau de télécommunications.
Le terme est utilisé dans le contexte de la téléphonie mobile, des réseaux informatiques sans fil, d'autres communications sans fil et dans l'arpentage. En arpentage, il s'agit d'un récepteur GPS à une position connue, tandis que dans les communications sans fil, il s'agit d'un émetteur-récepteur reliant un certain nombre d'autres dispositifs entre eux et / ou à une zone plus large.
En téléphonie mobile, la station de base assure la connexion entre les téléphones mobiles et le réseau téléphonique (2G) ou le réseau Internet (3G et 4G). Dans ces réseaux mobiles, elles sont respectivement désignées par les termes BTS, Node B et eNode B.
Dans un réseau informatique, il s'agit d'un émetteur-récepteur faisant office de routeur pour les ordinateurs du réseau, les reliant éventuellement à un réseau local et / ou à Internet.
Dans les communications sans fil traditionnelles, le terme station de base peut désigner :
- un centre de distribution d'appels, comme ceux utilisés par les compagnies de taxi et les compagnies de livraison ;
- la base d'un réseau Terrestrial Trunked Radio (TETRA) utilisé par les services gouvernementaux et les services d'urgence ;
- ou un radio shack (en) de CB (Citizen-band).

## Arpentage
Dans le contexte de l'arpentage de terrain extérieur, une station de base est un récepteur GPS localisé à un emplacement connu avec précision qui est utilisé pour dériver des informations de correction pour les récepteurs GPS portables situés à proximité. Ces données de correction permettent de corriger les erreurs de propagation des ondes radio auxquelles sont soumises les stations mobiles, ce qui augmente grandement la précision des résultats obtenus par les récepteurs GPS non corrigés.

## Réseaux informatiques
Dans le domaine de réseaux informatiques, une station de base est un émetteur-récepteur radio qui sert de concentrateur d'un réseau sans fil local et peut également être la passerelle entre le réseau sans fil et un réseau filaire. Il utilise généralement d'un émetteur de faible puissance.